# 皮加勒站
皮加勒站（法語：Pigalle）是巴黎地鐵2號線和巴黎地鐵12號線的一個交匯車站，名稱來自於皮加勒广场。皮加勒站開業於1902年10月7日，是巴黎地鐵2號線延伸工程的一部分。

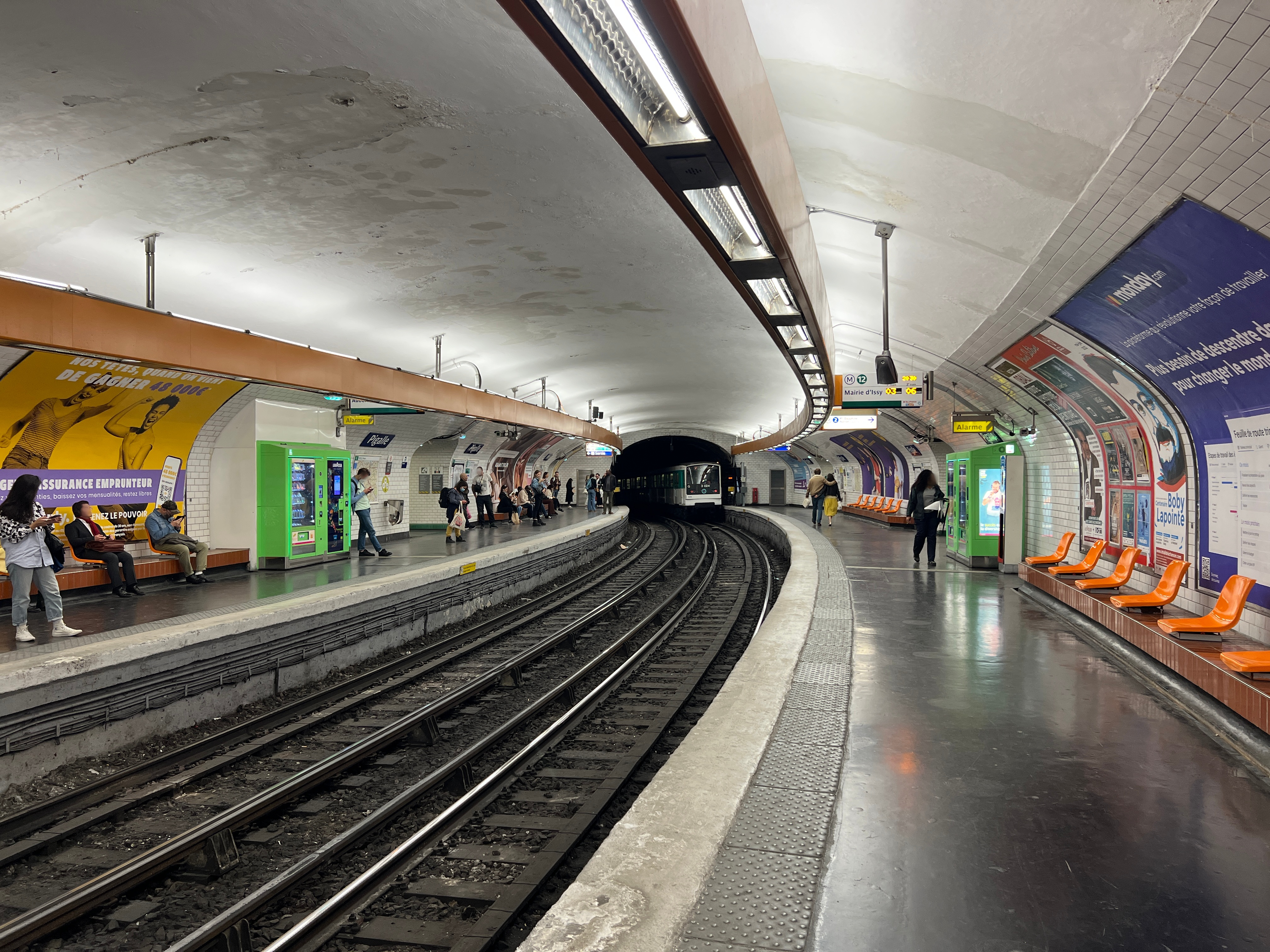
12號線月台 (2022年6月)

## 車站結構
| G 街道     |                    |                              |
| M          | 月台連接夾層       |                              |
| 2號線月台  | 側式月台，右側開門 | 側式月台，右側開門           |
| 2號線月台  | 1號月台            | 往太子妃门（白色）           |
| 2號線月台  | 2號月台            | 往民族（安特衛普）           |
| 2號線月台  | 側式月台，右側開門 |                              |
| 12號線月台 | 側式月台，右側開門 | 側式月台，右側開門           |
| 12號線月台 | 2號月台            | 往伊西市政厅（聖喬治）       |
| 12號線月台 | 1號月台            | 往欧贝维利耶市政厅（阿貝斯） |
| 12號線月台 | 側式月台，右側開門 |                              |